# Tim Sestito
Tim Sestito, född 28 augusti 1984 i Rome, New York, är en amerikansk professionell ishockeyspelare som spelar för det lettiska ishockeylaget Dinamo Riga i KHL.
Säsongen 2008–09 spelade Sestito en NHL-match för Edmonton Oilers.

## Statistik
OPJHL = Ontario Junior A Hockey League

### Klubbkarriär
| 2000-01    | Syracuse Jr. Crunch            | OPJHL      | 45  | 20 | 24 | 44 | 101 | —  | — | — | — | —  |
| 2001–02    | Plymouth Whalers               | OHL        | 51  | 10 | 11 | 21 | 40  | 6  | 0 | 0 | 0 | 0  |
| 2002–03    | Plymouth Whalers               | OHL        | 61  | 11 | 7  | 18 | 49  | 18 | 2 | 3 | 5 | 4  |
| 2003–04    | Plymouth Whalers               | OHL        | 57  | 10 | 20 | 30 | 68  | 9  | 4 | 1 | 5 | 14 |
| 2004–05    | Plymouth Whalers               | OHL        | 67  | 14 | 18 | 32 | 93  | 4  | 0 | 0 | 0 | 0  |
| 2004–05    | Bridgeport Sound Tigers        | AHL        | 9   | 2  | 1  | 3  | 12  | —  | — | — | — | —  |
| 2005–06    | Greenville Grrrowl             | ECHL       | 72  | 21 | 23 | 44 | 127 | 6  | 2 | 2 | 4 | 24 |
| 2006–07    | Wilkes-Barre/Scranton Penguins | AHL        | 4   | 0  | 0  | 0  | 0   | —  | — | — | — | —  |
| 2006–07    | Stockton Thunder               | ECHL       | 66  | 13 | 13 | 26 | 132 | 6  | 2 | 1 | 3 | 6  |
| 2007–08    | Springfield Falcons            | AHL        | 77  | 7  | 10 | 17 | 175 | —  | — | — | — | —  |
| 2008–09    | Springfield Falcons            | AHL        | 51  | 5  | 3  | 8  | 77  | —  | — | — | — | —  |
| 2008–09    | Edmonton Oilers                | NHL        | 1   | 0  | 0  | 0  | 0   | —  | — | — | — | —  |
| 2009–10    | Lowell Devils                  | AHL        | 66  | 18 | 17 | 35 | 38  | 5  | 0 | 0 | 0 | 8  |
| 2009–10    | New Jersey Devils              | NHL        | 9   | 0  | 1  | 1  | 2   | —  | — | — | — | —  |
| 2010–11    | Albany Devils                  | AHL        | 23  | 5  | 8  | 13 | 28  | —  | — | — | — | —  |
| 2010–11    | New Jersey Devils              | NHL        | 36  | 0  | 2  | 2  | 9   | —  | — | — | — | —  |
| 2011–12    | Albany Devils                  | AHL        | 45  | 9  | 10 | 19 | 127 | —  | — | — | — | —  |
| 2011–12    | New Jersey Devils              | NHL        | 18  | 0  | 0  | 0  | 7   | —  | — | — | — | —  |
| 2012–13    | Albany Devils                  | AHL        | 67  | 7  | 16 | 23 | 106 | —  | — | — | — | —  |
| 2012–13    | New Jersey Devils              | NHL        | 6   | 0  | 0  | 0  | 2   | —  | — | — | — | —  |
| 2013–14    | Albany Devils                  | AHL        | 51  | 13 | 14 | 27 | 79  | 4  | 0 | 0 | 0 | 6  |
| 2013–14    | New Jersey Devils              | NHL        | 16  | 0  | 3  | 3  | 2   | —  | — | — | — | —  |
| 2014–15    | Albany Devils                  | AHL        | 58  | 10 | 15 | 25 | 79  | —  | — | — | — | —  |
| 2014–15    | New Jersey Devils              | NHL        | 15  | 0  | 2  | 2  | 33  | —  | — | — | — | —  |
| NHL totalt | NHL totalt                     | NHL totalt | 101 | 0  | 8  | 8  | 55  | 1  | 0 | 0 | 0 | 0  |